# Gunter de Ratisbonne
Gunter (mort en 942) est l'onzième évêque de Ratisbonne en 942.

## Biographie
Gunter est un moine de l'abbaye Saint-Emmeran. Au moment de sa nomination, il est le gardien. Le chroniqueur et évêque de Mersebourg Dithmar décrit sa nomination dans un récit légendaire, à partir duquel la nomination par le roi Otton devient claire et le peuple et le clergé ne peuvent que donner leur approbation formelle.
Comme les autres premiers évêques de Ratisbonne, il devient également abbé mineur de Saint-Emmeran.
On le vénère localement le 8 octobre, jour de sa mort.